# Marianne Jakobsen
Marianne Jakobsen (* 1. Januar 1965) ist eine ehemalige dänische Fußballspielerin.

## Karriere

### Verein
Jakobsen spielte im Seniorinnenbereich ausschließlich für die in Aarhus ansässige Frauenfußballabteilung des Hjortshøj-Egaa Idrætsforening. 

### Nationalmannschaft
Jakobsen bestritt als Nationalspielerin für die DBU in fünf Jahren 25 Länderspiele für die Nationalmannschaft, beginnend am 22. Mai 1987 in Vä beim 1:0-Sieg im Freundschaftsspiel gegen die Nationalmannschaft Schwedens. Im Spieljahr 1989 kam sie zu drei weiteren Freundschaftsspielen (4:0 vs. Italien am 3. Mai in Viborg; 0:1 vs. Deutschland am 10. Mai in Osnabrück; 1:2 vs. Norwegen am 16. August in Vejle) wie auch in einem im Spieljahr 1990 (1:1 vs. Niederlande am 12. September in Roermond) und in zwei im Spieljahr 1991 (1:0 vs. USA am 5. Juni in Odense, 3:3 vs. England am 30. Juni in Nordby) zum Einsatz.
Des Weiteren bestritt sie alle sechs Spiele der EM-Qualifikationsgruppe 1 sowie die beiden Viertelfinalqualifikationsspiele gegen die Nationalmannschaft Schwedens am 15. und 26. Oktober 1988. Fünf weitere bestritt sie für die anstehende Europameisterschaft 1991 mit den ersten vier in der EM-Qualifikationsgruppe 5 und dem Viertelfinalqualifikationsrückspiel am 8. Dezember 1990 in Denekamp beim 1:0-Sieg n. V. über die Nationalmannschaft der Niederlande. Da das Hinspiel am 24. November 1990 in Vejle torlos endete, glückte die Qualifikation für die Teilnahme an der Endrunde dank des einzigen Tores durch ihre Vereinsmitspielerin Helle Rotbøll in der 88. Minute. In der Endrunde wurde sie einzig am 10. Juli 1991 in Hjørring im Halbfinale gegen die Nationalmannschaft Norwegens eingesetzt, die dieses erst im Elfmeterschießen mit 8:7 für sich entscheiden konnte; es war zugleich ihr letztes Länderspiel, dass sie bestritten hatte. Ihr einziges Länderspieltor erzielte sie am 8. Mai 1988 in Herning beim 2:0-Sieg im dritten EM-Qualifikationsspiel gegen die Nationalmannschaft Englands mit dem Treffer zum 1:0 in der fünften Minute.
Ferner kam sie in Agia Napa (Zypern) am 21. und 25. März 1990 (0:1 vs. Schweden; 1:0 vs. Finnland) sowie in Tróia (Portugal) am 26. und 28. Februar 1991 (1:2 vs. Norwegen; 3:2 vs. Schweden) jeweils im Turnier um den Open Nordic Cup, als Alternative zur (seit 1982 nicht mehr ausgetragenen) Nordischen Meisterschaft, zum Einsatz.

## Erfolge
- Dritter Europameisterschaft 1991